# اچ‌ام‌اس آکسلی
اچ‌ام‌اس آکسلی (به انگلیسی: HMS Oxley) یک زیردریایی بود که طول آن ۲۷۵ فوت (۸۴ متر) بود. این زیردریایی در سال ۱۹۲۶ ساخته شد.